# Gailswintha

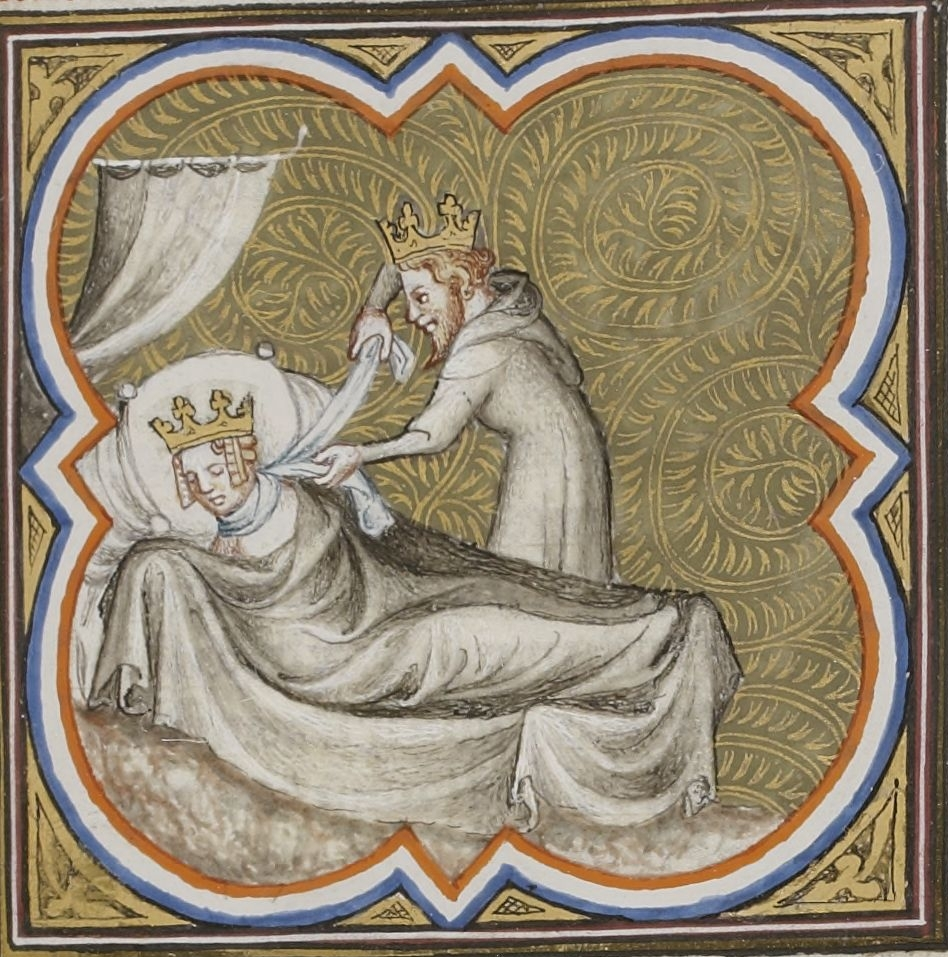
Fredegunde, bzw. Chilperich I., lässt Galswintha erdrosseln, Miniatur in einer Handschrift aus dem 14. Jahrhundert, Paris, BnF, Fr. 2813, fol. 31^{r}

Gailswintha, auch: Galsuintha, Galswintha, Galsuenda, Gaileswintha, Galswint (* um 550; † 567/568) war eine Frankenkönigin westgotischer Herkunft. Sie war eine Tochter des Westgotenkönigs Athanagild und der Königin Goswintha und die ältere Schwester der Brunichild.
Ihre Schwester Brunichild heiratete 566 den Frankenkönig Sigibert I. von Austrasien. Dies war ungewöhnlich, da sich die Merowingerkönige traditionell mit einer untergebenen Adeligen vermählten. Aufgrund der starken Rivalität zwischen den Brüdern König Sigibert I. und König Chilperich I. von Neustrien wandte sich letzterer auch an Athanagild und warb um Gailswintha. Athanagild stimmte zu und schickte seine Tochter nach Neustrien, allerdings unter der Auflage, dass sie die einzige Ehefrau Chilperichs werden würde. Es war im 6. Jahrhundert noch üblich, dass die Könige der fränkischen Teilreiche Beziehungen zu Friedelfrauen und Konkubinen führten.
Chilperich trennte sich daraufhin von seiner bisherigen Ehefrau Audovera und vermählte sich 567 mit Gailswintha. Als Morgengabe erhielt sie von ihrem Vater die Städte Bordeaux, Cahors, Limoges, Béarn und Bigorre. Gregor von Tours berichtete, dass Chilperich Gailswintha wegen ihrer großen Mitgift achtete. („... wurde sie von ihm mit großer Liebe verehrt. Sie hatte nämlich große Schätze mitgebracht.“)
Gailswintha fühlte sich jedoch von ihrem Mann unwürdig behandelt und beklagte, dass er ihr nicht die gebührende Ehre erweise. Insbesondere war Chilperich nicht bereit, sich von seiner langjährigen Konkubine Fredegunde, die ursprünglich die Magd seiner früheren Frau war, zu trennen. Gailswintha wertete Chilperichs Festhalten an Fredegunde als Verstoß seines bei der Eheschließung gegebenen Versprechens zur Monogamie, vor allem weil sie erst kurz vor der Hochzeit zum Katholizismus konvertiert war und die Exklusivität der Ehe bei ihr einen besonderen Stellenwert hatte.
Schon bald nach der Hochzeit soll Fredegunde die Ermordung Gailswinthas veranlasst haben. Chilperichs Rolle bei dieser Tat ist unklar, er erhob jedoch Fredegunde in den Rang seiner Gemahlin. Die Morgengabe ging nach Gailswinthas Tod an ihre Schwester Brunichild. Infolge dieser Vorgänge entstand eine lebenslange Feindschaft zwischen Fredegunde und Brunichild, die den politischen Gegensatz zwischen Chilperich und Sigibert verschärfte und wesentlich zum Ausbruch des Merowingischen Bruderkriegs beitrug, der den Niedergang der merowingischen Dynastie einleitete.
Königin Gailswintha starb ohne Nachkommen.

## Rezeption
Der Dichter Venantius Fortunatus verfasste anlässlich von Gailswinthas Tod ein Trauergedicht von 370 Distichen, die Gelesvintha-Elegie.